# Alique
Alique – gmina w Hiszpanii, w prowincji Guadalajara, w Kastylii-La Mancha, o powierzchni 10,92 km². W 2011 roku gmina liczyła 23 mieszkańców.